# Handžar (turski nož)
Handžar (tur. hancer, hançer < arap. ẖanğār ili perz. hanğer) je dvosjekli orijentalni nož s valovito zavinutom oštricom. Ima bogato ukrašenu ručku. U pojednostavljenom značenju handžar je zakrivljena bojna sablja.
Na Balkanu osim kao hladno oružje handžar je dio folklora u muslimanskim kućama pretežno kod Bošnjaka i Albanaca kao dio turskog nasljeđa.